# The Lost Boys
The Lost Boys är en amerikansk film från 1987 i regi av Joel Schumacher.

## Handling
En frånskild kvinna och hennes två söner, bröderna Michael och Sam, flyttar tillsammans till den lilla kuststaden Santa Carla i Kalifornien. Det är en småstad som drabbats av flera mystiska dödsfall. Santa Carlas enda kvällsattraktion är nöjesfältet The Broadwalk där stadens ungdomar samlas. Det är där Michael träffar Star, den vackraste tjej han någonsin sett. Men Star har en hemlighet hon inte kan berätta för Michael. Som har med David att göra,att ledaren för ett fruktat gäng (The Lost Boys).  Den yngre sonen Sam blir vän med två pojkar som arbetar på en serietidningsbutik och påstår sig vara vampyrjägare. Snart börjar den äldre brodern Michael förändras, och den yngre brodern börjar inse att storebrodern håller på att förvandlas till en vampyr.

## Roller (i urval)
- Jason Patric – Michael
- Corey Haim – Sam
- Dianne Wiest – Lucy Emerson
- Barnard Hughes – morfar
- Edward Herrmann – Max
- Kiefer Sutherland – David
- Jami Gertz – Star
- Corey Feldman – Edgar Frog
- Jamieson Newlander – Alan Frog
- Brooke McCarter – Paul
- Billy Wirth – Dwayne
- Alex Winter – Marko
- Chance Michael Corbitt – Laddie Thompson